# Gustav von Lauer

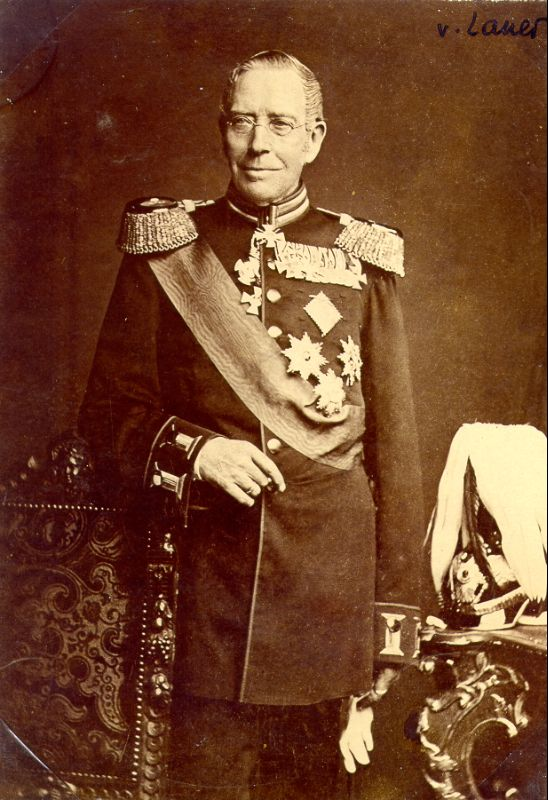
Gustav von Lauer (1878)

Gustav Adolph Lauer, seit 1866 von Lauer (* 10. Oktober 1808 in Wetzlar; † 8. April 1889 in Berlin) war ein preußischer Generalarzt mit dem persönlichen Rang als Generalleutnant und Leibarzt des preußischen Königs und deutschen Kaisers Wilhelm I.

## Leben

### Herkunft
Gustav Lauer war der zweite Sohn des evangelischen Dompfarrers von Wetzlar, Peter Christoph Lauer (1773–1831), und dessen Frau Henriette, geborene Amend (1771–1821). Er hatte einen älteren Bruder, Johann Dietrich Eduard Lauer (* 1805), und, aus der zweiten Ehe seines Vaters mit Caroline Charlotte Wilhelmine von Honorst († 1871), einen Stiefbruder Karl Leopold Ludwig Richard Lauer (1826–1863).

### Karriere
Unterricht in grundlegenden Fächern erhielt Lauer bis 1817 von seinem Vater. Anschließend  besuchte er bis 1825 das Gymnasium in der Arnsburgergasse in Wetzlar („Arnsburger-Hof“), aus dem die heutige Goetheschule Wetzlar hervorging. 1825 schloss er das Gymnasium mit dem Abitur ab. Ab dem 24. April 1825 war Lauer Student des Medicinisch-chirurgischen Friedrich-Wilhelm-Instituts in Berlin. In dieser Einrichtung zur Ausbildung von Militärärzten wurde der mittellose „Eleve“ Lauer auf Staatskosten ausgebildet, bei gleichzeitiger Verpflichtung zu einem achtjährigen Dienst als Militärchirurg. 1830 wurde er Kompaniechirurg, 1836 Pensionärarzt im Friedrich-Wilhelm-Institut und in dieser Funktion an das allgemeine Krankenhaus in Hamburg abkommandiert. 1839 kehrte er als Stabsarzt an die Charité zurück und wurde 1843 als Regimentsarzt nach Schwedt versetzt. Wenig später kehrte er mit gleichem Rang nach Berlin zurück. Prinz Wilhelm ernannte ihn 1844 zu seinem Leibarzt. Als solcher begleitete er Wilhelm auf allen Reisen und Feldzügen.
1845 habilitierte Lauer als Privatdozent an der Friedrich-Wilhelms-Universität, 1854 wurde er Professor der Semiotik und allgemeinen Therapie an der medizinisch-chirurgischen Akademie.
1864 stieg Lauer zum Generalarzt des Gardekorps auf; 1866 wurde er geadelt und hieß fortan von Lauer. Zu seinem fünfzigjährigen Dienstjubiläums ernannte ihn die Universität zum ordentlichen Honorarprofessor. 1879 wurde er als Nachfolger Heinrich Gottfried Grimms Generalstabsarzt der Armee, Chef des Militärmedizinalwesens und der Medizinalabteilung des Kriegsministeriums und Direktor der militärärztlichen Bildungsanstalten. 1881 erhielt er den Rang eines Generalleutnants.
1888 wurde ihm zu seinem Dienstjubiläum eine so genannte Jubelgabe von 30.000 Mark überreicht, die für eine Lauerstiftung zur Unterstützung der Hinterbliebenen von Sanitätsoffizieren bestimmt war.
Gustav von Lauer starb am 8. April 1889 in Berlin. Sein Grab befindet sich auf dem Friedhof Columbiadamm. Er ist Ehrenbürger seines Geburtsortes Wetzlar.

### Familie
Lauer heiratete am 11. März 1843 Georgine Ermeler (1825–1902), die Tochter des Geheimen Kommerzienrates Wilhelm Ermeler. Aus der Ehe gingen vier Kinder hervor: 
- Klara (1844–1885)
- Antonie (1845–1896) ⚭ Axel von Colmar (1840–1911)
- Kurt (1849–1870), preußischer Sekondeleutnant, gestorben an den Folgen seiner Verwundung bei St. Privat
- Arnold (1854–1888), preußischer Hauptmann